# Zyrianka
Zyrianka (en russe : Зыря́нка) est une commune urbaine de Russie, qui est le centre administratif de l'oulous de la Haute-Kolyma en république de Sakha dans le nord-est de la Sibérie. La commune est située sur la rive gauche du fleuve Kolyma, au confluent de la rivière Iassatchnaïa. Fondée en 1937, elle forme aujourd'hui sa propre municipalité. Elle est inaccessible par la route, et sa population s'élevait à 2 455 habitants en 2023.

## Géographie

### Situation
La commune urbaine de Zyrianka se trouve dans la république de Sakha, république du nord-est de l'Extrême-Orient en Russie asiatique. Faisant partie du district fédéral extrême-oriental, elle se trouve à 1 110 km au sud-ouest de Iakoutsk, capitale de la république et à 5 400 km à l'est de Moscou. Elle est le chef du raïon de la Haute-Kolyma.
Zyrianka se trouve à la confluence de la rivière Iassatchnaïa dans le fleuve Kolyma. Elle se trouve dans la région de la Kolyma, nommée d'après le fleuve. Les zones alentour sont plates.

### Climat
La commune de Zyrianka a un climat subarctique. Les hivers sont très froids et longs, caractéristiques de la région. La température moyenne en janvier est de -36,5 °C, tandis que l'été est court et frais, avec la température moyenne en juillet qui est de +16,5 °C. La moyenne annuelle est de −11 °C.

## Histoire

### Prémices
Les premières informations sur la présence de charbon dans le bassin fluvial. Kolyma est donnée par Jan Czerski en 1891. Il a décrit des gisements houillers dans le cours supérieur de la rivière Zyrianka (affluent gauche de la rivière Kolyma) et ses affluents du ruisseau Kharana-Ulakh (en iakoute: Kharana-Uulaakh),.
À la fin des années 1920, le gouvernement soviétique décide d’accélérer l’industrialisation de l’URSS. Sur la base des résultats des expéditions d'exploration géologique de la Kolyma de 1928-1929 par Yu. A. Bilibine et de 1930-1931 par V. A. Tsaregradski le Politburo du Comité central du Parti communiste a décidé de développer des territoires dans le bassin du fleuve Kolyma. Dans le même temps, en 1928-1930, une équipe hydrographique des voies navigables sous la direction du scientifique d'Irkoutsk I. F. Molodykh a exploré la rivière Kolyma et a conclu que la navigation était possible depuis son embouchure jusqu'aux rapides de la Kolyma.
Le 11 novembre 1931, un décret du Comité central du Parti communiste, signé par Joseph Staline « Sur la Kolyma », a été publié, qui ordonnait la formation dans la Kolyma d'une « Confiance spéciale avec subordination directe au Central Comité du Parti communiste ». Déjà le 13 novembre 1931, le Fonds d'État pour la construction routière et industrielle dans la région de la Haute Kolyma (le Dalstroï) était créé. Le trust s'est vu confier la recherche, l'exploration et le développement de gisements de tous les minéraux dans la région d'Ola et Seïmchtank du kraï d'Extrême-Orient, ainsi que la construction de routes allant de la baie de Nagaïev aux zones minières. Le 14 novembre 1931, Édouard Berzine est nommé directeur du Dalstroï. Déjà le 4 février 1932, la direction de Dalstroï,  des ouvriers civils et des tireurs de gardes paramilitaires, arrivaient dans la baie de Nagaïev. Les cent premiers prisonniers ont été livrés à la baie de Nagaïev sur le même navire.
En 1933, une expédition spéciale de la Haute-Kolyma fut organisée, dirigée par V. A. Tsaregradsky, qui étudia les gisements de charbon et identifia les zones d'exploration détaillée. Il fallait construire un nouveau village. Tout d'abord, le village a été fondé à l'embouchure de la rivière Zyrianka .

### Fondation et depuis
Le village est né en 1937 dans le cadre du développement d'un gisement de charbon. Le village abritait l'administration du Zyrianlag, un camp de travaux forcés (goulag) opérant au sein de la structure du Dalstroï, camp extrayant du charbon.
Le village de Zyrianka doit son nom au découvreur du fleuve Kolyma Dmitri Zyriane, qui fonda en 1643 une cabane d'hiver sur le bras de Stadoukhine, qui devint le fort de la Basse-Kolyma. Au même moment, Dmitri Zyriane et son détachement, ayant remonté la Kolyma, fondèrent la forteresse de la Moyenne Kolyma, puis la forteresse de la Haute Kolyma. Le nom Zyrianka est assez courant dans le monde. Ceci ou, avec quelques variantes, Zyrianovsk, Zyrianovskaïa, sont les noms d'une dizaine de localités en Sibérie et dans l'Oural, ainsi que d'une ville en Autriche. En outre, il existe plusieurs rivières et lacs, notamment dans la région de la Haute-Kolyma, ainsi qu'une montagne dans le nord de l'Oural.
Au printemps 1936, le directeur du Dalstroï,  Édouard Berzine, s'est rendu ici. Le lieu choisi pour la construction du village s'est avéré infructueux. La question s'est posée du transfert urgent de la construction de la compagnie maritime vers un nouvel emplacement. Après des conversations avec les habitants du village de Verkhnekolymsk, il a été décidé de construire un centre maritime sur la rive gauche de la rivière Iassatchnaïa (emplacement actuel), et de procéder à la déportation et à la réparation de la flotte sur la rive opposée dans un bras de la rivière (le bras Barybylikine), où à ce moment-là il y avait autrefois une forêt, . Par une étonnante coïncidence, la construction du village a commencé précisément sur cette rive où, après un voyage de 76 jours de Iakoutsk à la Kolyma, Jan Czerski a mis les pieds. Au même moment, la  Kolyma-Indigirka River Shipping Company a été fondée. Depuis sa fondation jusqu'en 1954, la construction du village a été réalisée par des prisonniers de Zyrianlag.
L'école a été fondée en 1937. En 1938, le village est devenu le premier village de la Kolyma doté du chauffage central. En 1954, les camps furent retirés du territoire de Zyrianka et l'oulous de la Haute-Kolyma fut fondé . Le journal régional Kolymskié Novosti est publié dans le village depuis 1954.
En 1954, Zyrianka a reçu le statut de commune urbaine.

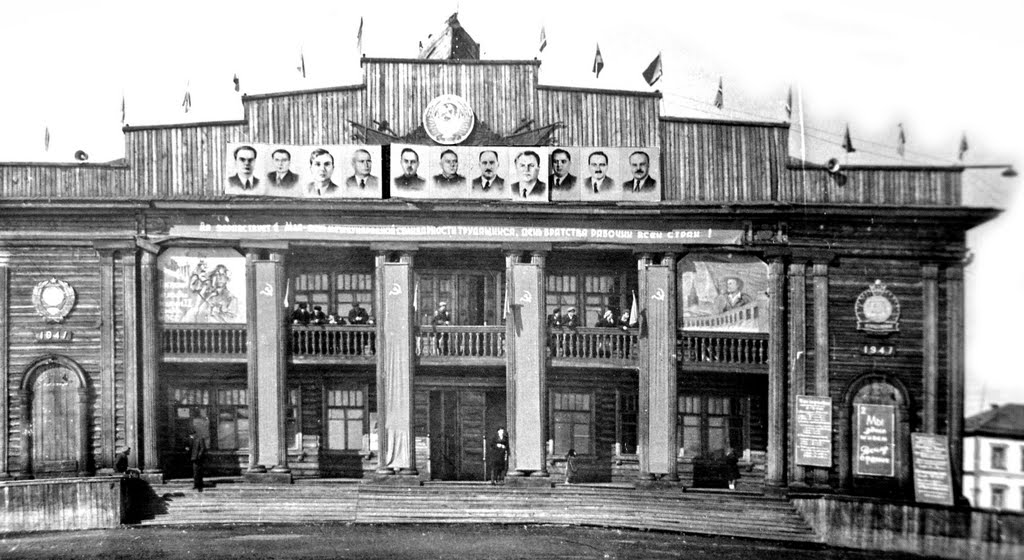
Maison de la culture Vodnik en juillet 1951.

Jusqu'en 1987, le plus grand bâtiment en bois de Yakoutie, la Maison de la Culture Vodnik, était situé à Zyrianka, qui était la principale attraction de la région. Le bâtiment a été construit en 1945-47 selon un projet spécial de l'architecte moscovite par la suite réprimé Kotchechkov. Ayant existé pendant 40 ans, le bâtiment du centre culturel Vodnik a été démantelé en 1987 malgré la réticence des habitants de Zyrianka.

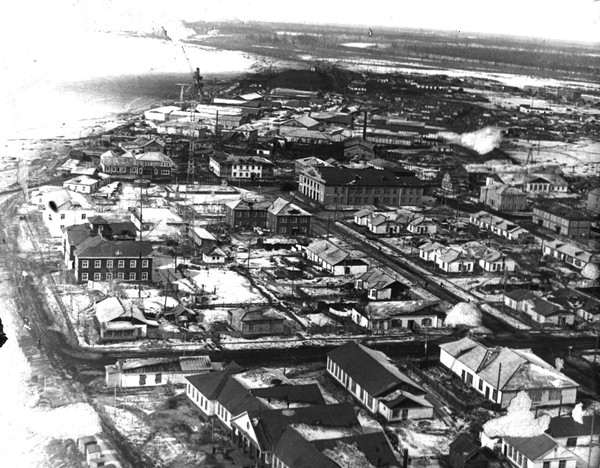
Zyrianka pendant la période soviétique.

À l’époque soviétique, Zyrianka était surnommée la « Perle de la Kolyma ».

## Démographie
Recensements (*) ou estimations de la population,:
| 1959* | 1970* | 1979* | 1989* | 2002* | 2004  | 2005  |
| ----- | ----- | ----- | ----- | ----- | ----- | ----- |
| 4 245 | 5 260 | 5 749 | 6 687 | 3 749 | 3 700 | 3 603 |

| 2006  | 2007  | 2008  | 2009  | 2010* | 2012  | 2013  |
| ----- | ----- | ----- | ----- | ----- | ----- | ----- |
| 3 537 | 3 444 | 3 438 | 3 375 | 3 170 | 3 080 | 3 009 |

| 2014  | 2015  | 2016  | 2017  | 2018  | 2019  | 2020  |
| ----- | ----- | ----- | ----- | ----- | ----- | ----- |
| 2 913 | 2 928 | 2 915 | 2 860 | 2 793 | 2 729 | 2 700 |

| 2021  | 2022  | 2023  | - | - | - | - |
| ----- | ----- | ----- | - | - | - | - |
| 2 521 | 2 634 | 2 455 | - | - | - | - |

## Économie et transports

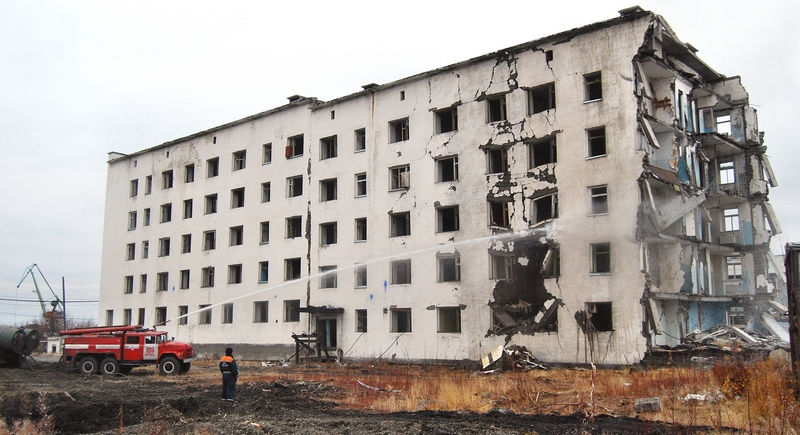
Bâtiment abandonné.

L'extraction du charbon est le principal secteur économique de la région. La commune fournit du charbon aux consommateurs de Iakoutie, de l'oblast de Magadan et de la Tchoukotka. JSC KSK est basée dans le village , qui transporte du charbon et importe des produits industriels et alimentaires. Les rues en béton bitumineux n'ont pas été repavées depuis leur installation dans les années 1980. Les communications cellulaires sont apparues en juin 2009. Les salaires sont actuellement très bas. La construction d'une petite centrale hydroélectrique est actuellement gelée. Le bâti est dans l'ensemble très vétuste, problème récurrent dans le grand nord.  
La commune possède l'aéroport de Zyrianka, l'aérodrome de Zyryanka-Ouest, mais n'a aucun moyen de transport terrestre vers le reste du pays, mis à part en hiver où une route d'hiver passe, commençant à Oust-Nera (où passe la route fédérale R504) et finissant à Tcherski. Il y a aussi une jetée fluviale.

## Culture locale et patrimoine

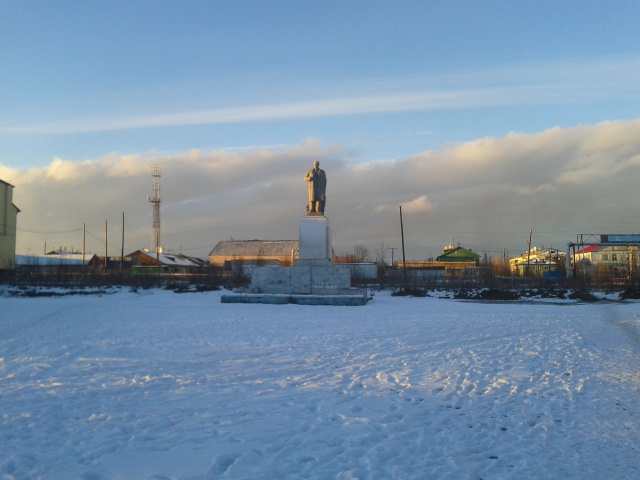
Statue de Lénine.

Plusieurs monuments historiques et culturels se situent à Zyrianka, :
- monument à Vladimir Lénine (érigé en 1967 au centre de Zyrianka sur la place Lénine en l'honneur du 50e anniversaire de la révolution d'Octobre) ;
- monument à Vassili Dmitrievich Kotenko (ouvert en 1968, détruit par des vandales en 2003) ;
- monument à Léon Tolstoï ;
- un monument en signe d'amitié entre les peuples (créé en 1972 par les travailleurs de la base de réparation et d'opération de la flotte de Zyrianka en l'honneur du 50e anniversaire de la formation de la république socialiste soviétique autonome iakoute[4]).

La commune possède son propre musée d'histoire locale qui comprend une galerie d'art.